# Ank
Ank (egiptovsko: IPA: [ʕaːnax]; U + 2625 ☥ ali U + 132F9 𓋹) pomeni dih življenja, ključ Nila ali crux ansata (latinsko »križ z ročajem«). To je staroegipčanski hieroglif za besedo "življenje", je trilateralni znak za črke ꜥ (Ayin)-n (Nun)-ḫ (Ḫāʼ).
Znak pomeni večno življenje. Staroegipčanski bogovi so pogosto prikazani z njim v roki ali pa imajo enega na vsaki strani prekrižanih rok na prsih. Ank je v roki ali bližini skoraj vsakega božanstva v egipčanskem panteonu in tudi faraonov. Tako ga lahko razumemo kot simbol zgodnjega verskega pluralizma: vse sekte so verjele v večno življenje, kar je dobeseden pomen simbola. Tudi gibanje new age ga je sprejelo v svojo mistiko leta 1960 in v bistvu pomeni strpnost do različnih prepričanj in skupno etiko kot v starem Egiptu.

## Izvor
Izvor znaka ostaja skrivnost egiptologov in nobena hipoteza ni bila široko sprejeta. Enega prvih predlogov je objavil Thomas Inman leta 1869:
Znak je po egiptologih simbol življenja. Imenuje se tudi "križ z ročajem" ali crux ansata. Predstavlja moškega in žensko. Pri nekaterih skulpturah, pri katerih so sončni žarki zaključki rok, to prinaša križ z ročaji, je simbol resnice, da je plodna zveza darilo boga.
E. A. Wallis Budge domneva, da je znak povezan z zaponko za pas matere boginje Izide. Ideji se je pridružil Wolfhart Westendorf, ki meni, da sta se ank in vozel Izide uporabljala pri mnogih obredih. Sir Alan Gardiner je razmišljal, da je upodobljen trak sandale, zapisan kot hieroglif ank.
Andrew Hunt Gordon in Calvin W. Schwabe v knjigi The Quick and the Dead  razmišljata, da imajo ank, džed in vas biološko osnovo, ki izvira iz starodavne kulture živine (povezano z egiptovskim prepričanjem, da je bilo seme ustvarjeno iz hrbtenice), in sicer:
- ank, simbol življenja, iz prsnega vretenca bika (opažen v prerezu)
- džed, simbol stabilnosti, temelji v križnici hrbtenice bika
- vas, simbol moči in gospostva, predstavlja glavo in rep boga Seta, "supermoč".

## Zgodovina
Ank se pogosto pojavlja na egiptovskih grobnih slikah in v drugih umetnostih v roki boga ali boginje kot božanstvih posmrtnega življenja, ki darujejo življenje mumiji mrtvega človeka. Mislijo, da simbolizira spočetje. Poleg tega so Egipčani ank pogosto uporabljali kot amulet, in to samostojno ali v povezavi z dvema drugima hieroglifoma, ki pomenita »moč« in »zdravje« (džed in vas). Tudi ogledala so pogosto v obliki črke ank v dekorativne namene ali kot simboli pogleda v drugi svet.
Znak, podoben anku, se pogosto pojavlja v minojskih in mikenskih krajih. To je kombinacija sakralnega vozla (simbol svetosti) z dvojno osjo (simbol matriarhata), vendar se lahko bolje primerja z egiptovskim tjetom (simbol boginje Izide), ki je podoben. Ta simbol je mogoče videti na dveh znanih figuricah kačje boginje, odkritih v palači Knosos. Kačji boginji imata vozel s štrlečo zanko iz vrvi med svojimi prsmi.  V linearni pisavi B (Mikenska Grčija) je ank fonetično znamenje ZA.
Ank je bil pogosto na kovancih iz antičnega Cipra in v Mali Aziji (zlasti mestu Malos v Kilikiji, rimski provinci) . V nekaterih primerih, zlasti na zgodnjih novcih kralja Eueltona iz Salamine, je črka ku ciprske pisave v krogu ank, kar predstavlja Ku(prion). Dandanes se ank uporablja tudi za planet Venere in kovino baker (ime je dobil po Cipru).
David P. Silverman ugotavlja, da je bila upodobitev starodavnega egipčanskega anka ohranjena pri Koptih v krščanskem, koptskem križu. 